# Dolní Ředice
Dolní Ředice (německy Nieder Reditz) jsou obec v okrese Pardubice, v Pardubickém kraji. Žije v nich přibližně 1 000 obyvatel.

## Historie
Ředice se nalézají v úrodné krajině a z archeologických památek se dozvídáme, že tato oblast byla osídlena již před několika tisíciletími.
První písemná zmínka o existenci Ředic pochází z 9. dubna 1336 (v té době byly uváděny pod jménem Hermansdorf). Toho dne vydal král Jan Lucemburský listinu, kterou postoupil své východočeské panství Chvojno v částce 2000 kop grošů do zástavy bratřím z Lipé (Ředice tehdy byly součástí chvojenského panství).
Před rokem 1340 získal chvojenskou zástavu Jindřich z Lichtenburka. Před rokem 1358 se část někdejšího chvojenského panství dostala do rukou Jana ze Šternberka. Šternberkové si vybudovali nové sídlo v Holicích a začali se psát jako Holičtí ze Šternberka. Ředice se staly součástí holického panství.
Od poloviny 14. století se vedle německého názvu vesnice objevuje také název český – Ředice. Původní německý název se poté zcela vytratil. Český název vesnice byl nepochybně odvozen od dříve existujícího pojmenování potoka Ředina (Ředinka, Ředička, dnes Ředický potok).
Před rokem 1481 získal holické panství za blíže nejasných okolností nový pán, Neptalim z Frymburka. Z roku 1493 se dochovala listina, kterou Neptalim udělil výsady na rychtu v Holicích – obdobnými výsadami byla snad někdy v té době obdařena i rychta ředická, kterou máme jako svobodnou doloženou počátkem 16. století (1507).
Po Neptalimově smrti († 1493) připadlo holické panství Hynkovi Bradleckému z Mečova. Nepatřilo mu však tzv. podací kostelní právo (tj. kostel sv. Václava se všemi příjmy) s jedním, kdysi farním dvorem, a dále také čtyři z ředických hospodářů odváděli roční rentu nikoli Hynkovi Bradleckému, ale Čeňkovi Dašickému z Barchova u Dašic. Kdy k onomu majetkoprávnímu oddělení došlo, není známo.
K opětovnému spojení všech tří dílů Ředic došlo v letech 1506–1507, kdy všechna tři zmíněná panství (Brandýs nad Orlicí, Holice a Dašice) koupil Vilém z Pernštejna, tehdejší pán na Pardubicích a Kunětické hoře. Ředice se tak staly součástí rozlehlého panství Pardubice. V rámci pernštejnského panství Pardubice tvořily Ředice samostatnou rychtu. Samostatnou rychtou zůstaly i poté, co Vilémův vnuk Jaroslav z Pernštejna musel roku 1560 pardubické panství pro dluhy prodat panovníkovi (toho roku na trůnu Ferdinand I. Habsburský). Součástí královského komorního majetku pak Ředice spolu s celým panstvím zůstaly až do zrušení poddanství (1848).
Třicetiletá válka postihla Ředice velmi ničivě. Ještě v roce 1654 byla třetina velkých selských statků opuštěna. V průběhu 18. století však počet usedlostí začal rychle narůstat. V té době se poprvé objevuje dělení Ředic na Horní a Dolní. První oficiální záznamy o rozdělení na Horní a Dolní Ředice pocházejí z roku 1757. K definitivnímu oddělení a vzniku dvou vesnic došlo však až 20.3.1849 tzv. Stadionovým prozatímním obecním zřízením. V každé z obcí byl zřízen obecní výbor (v čele se starostou) a obecní představenstvo. Tak vznikly samostatné Dolní Ředice. Měly tehdy 123 domů a 765 obyvatel. 

## Přírodní poměry
Dolní Ředice leží ve Východolabské tabuli. Do katastrálního území Dolní Ředice zasahuje část ptačí oblasti Komárov.

## Obyvatelstvo
| Rok            | 1869 | 1880 | 1890 | 1900 | 1910 | 1921 | 1930 | 1950 | 1961 | 1970 | 1980 | 1991 | 2001 | 2011 | 2021 |
| -------------- | ---- | ---- | ---- | ---- | ---- | ---- | ---- | ---- | ---- | ---- | ---- | ---- | ---- | ---- | ---- |
| Počet obyvatel | 805  | 844  | 857  | 892  | 952  | 972  | 969  | 819  | 828  | 772  | 761  | 779  | 770  | 770  | 982  |
| Počet domů     | 123  | 137  | 136  | 141  | 144  | 154  | 185  | 202  | 216  | 207  | 208  | 250  | 254  | 271  | 320  |

## Rodáci
- Joža Jaro – hudební skladatel